# Município Conda
Município Conda är en kommun i Angola.   Den ligger i provinsen Cuanza Sul, i den västra delen av landet, 290 km sydost om huvudstaden Luanda.
I omgivningarna runt Município Conda växer huvudsakligen savannskog. Runt Município Conda är det glesbefolkat, med 17 invånare per kvadratkilometer.